# Royal Caribbean International

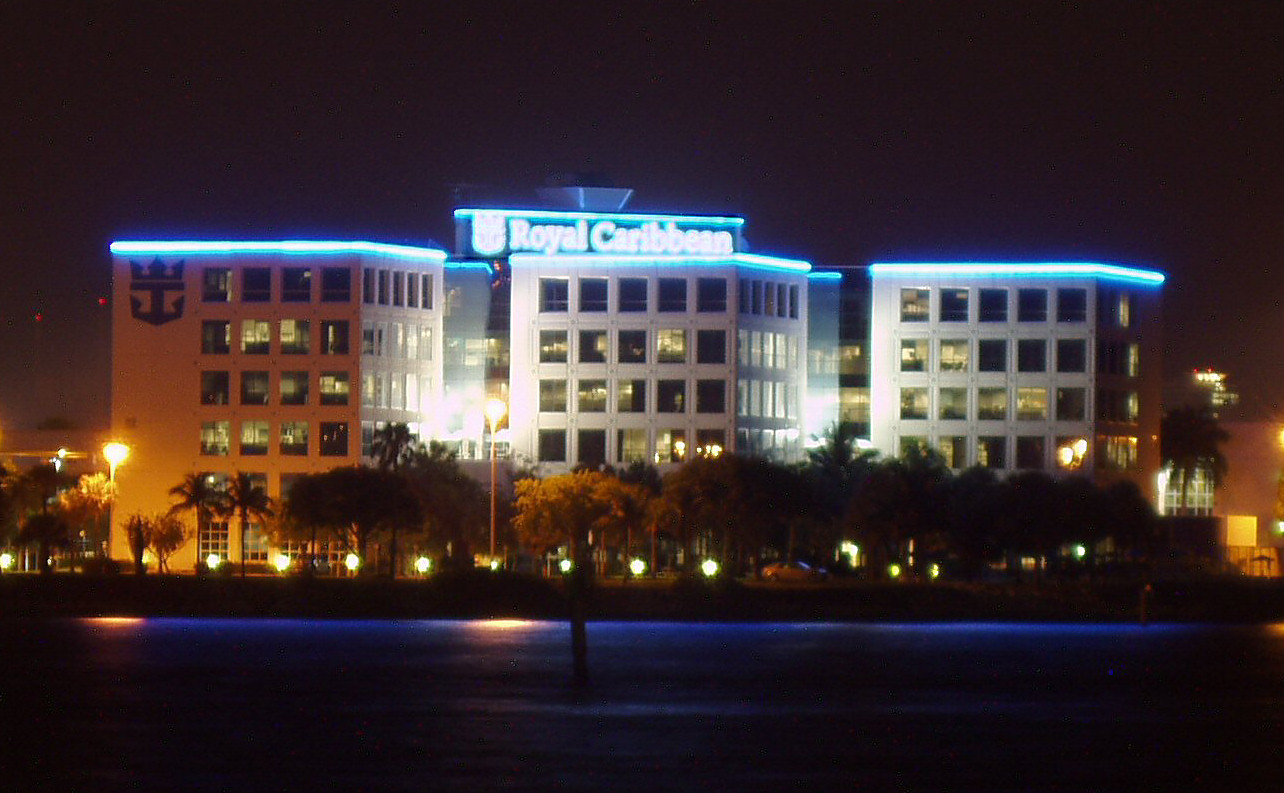
Royal Caribbeans huvudkontor i Miami, Florida.

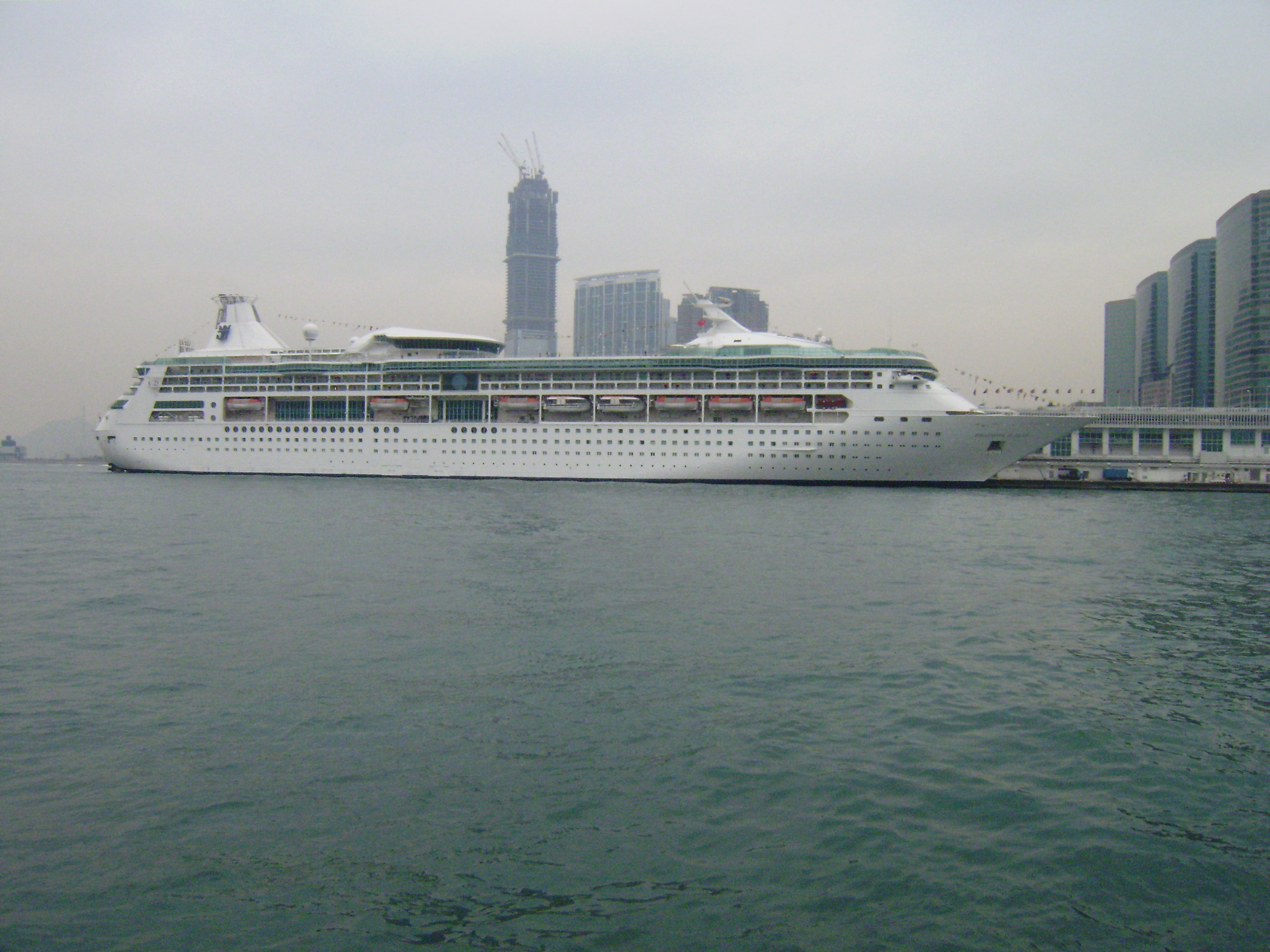
M/S Vision of the Seas

Royal Caribbean International, tidigare Royal Caribbean Cruise Line, är ett norsk-amerikanskt rederi grundat 1968, som ägs av Royal Caribbean Cruises Ltd. och som anordnar kryssningar i hela världen.

## Fartyg
Det finns sex klasser av fartyg:

### Vision

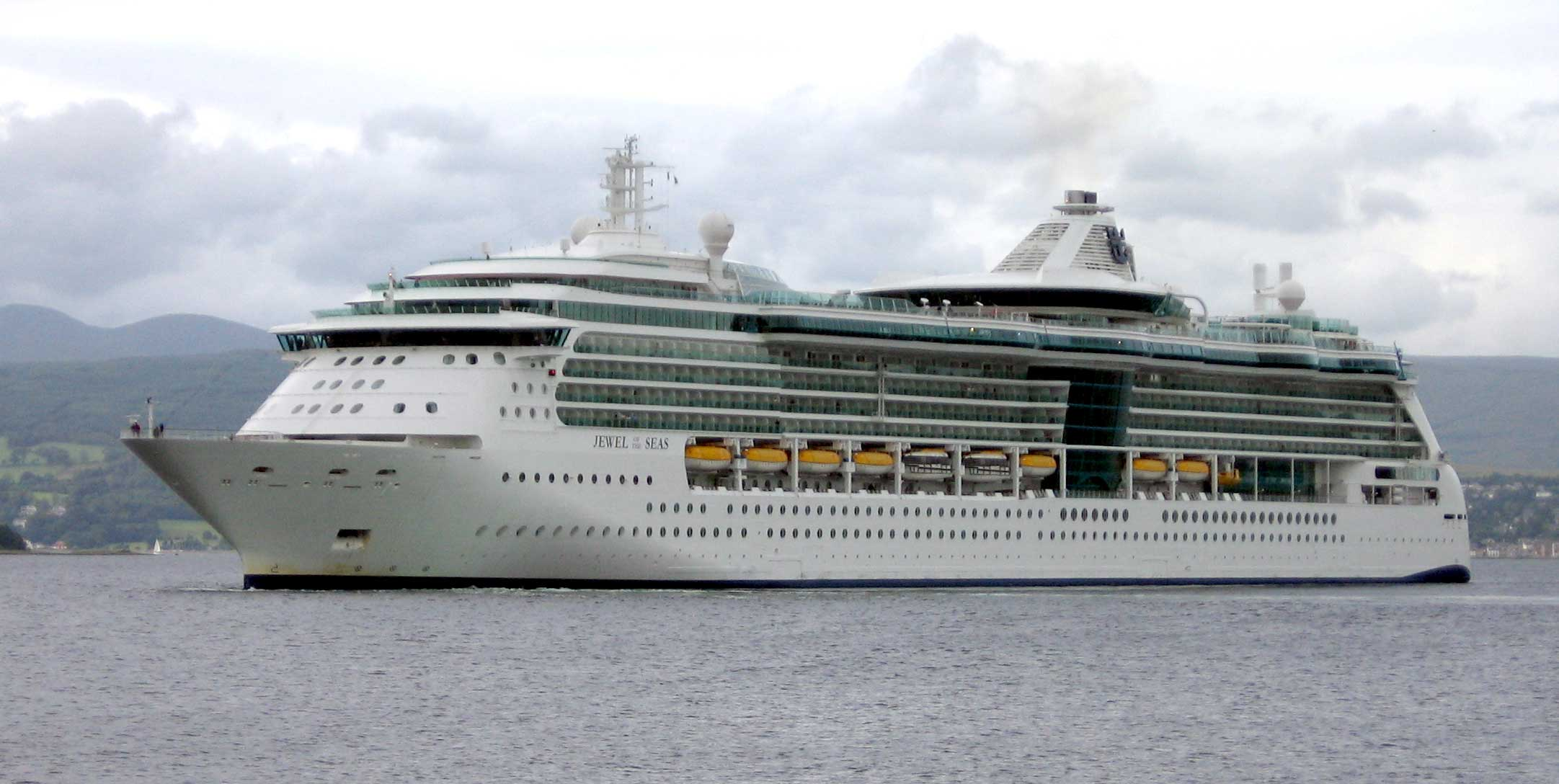
M/S Jewel of the Seas

Den minsta klassen. Varje fartyg tar 1 950/2 417 passagerare. Fartygen är 279 meter långa, 32 meter breda och har 13 däck.
- M/S Grandeur of the Seas
- M/S Rhapsody of the Seas
- M/S Enchantment of the Seas
- M/S Vision of the Seas
- M/S Legend of the Seas
- M/S Splendour of the Seas

### Radiance

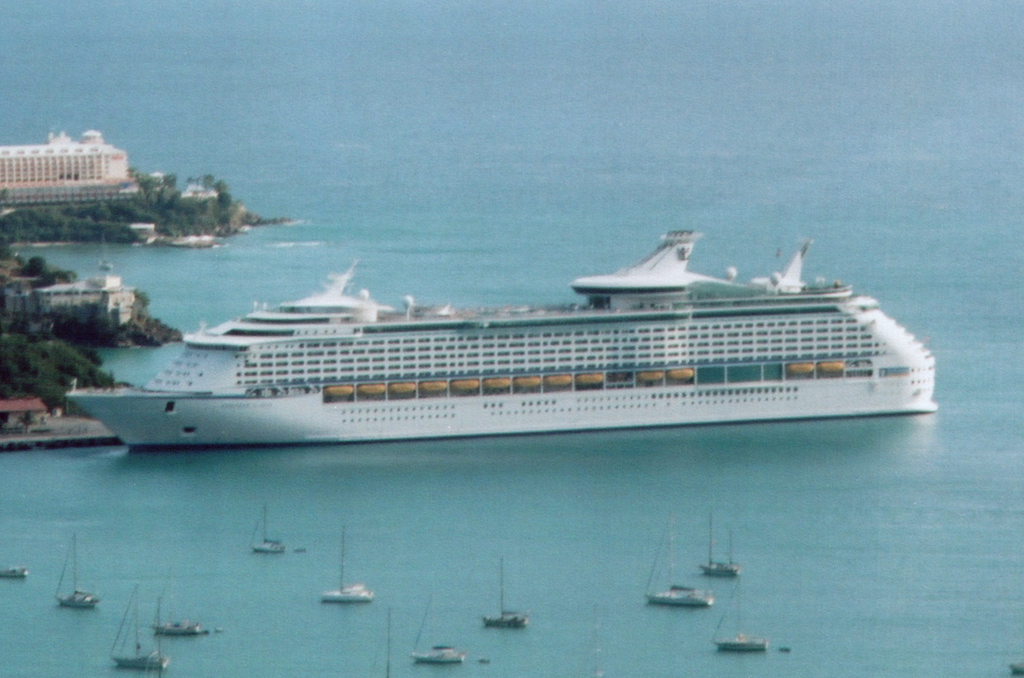
M/S Explorer of the Seas

Den fjärde största klassen. Varje fartyg tar 2 100 passagerare och har en personalstyrka på 1 181 personer. Fartygen är 293 meter långa, 32 meter breda och har 14 däck.
- M/S Radiance of the Seas
- M/S Brilliance of the Seas
- M/S Serenade of the Seas
- M/S Jewel of the Seas

### Voyager

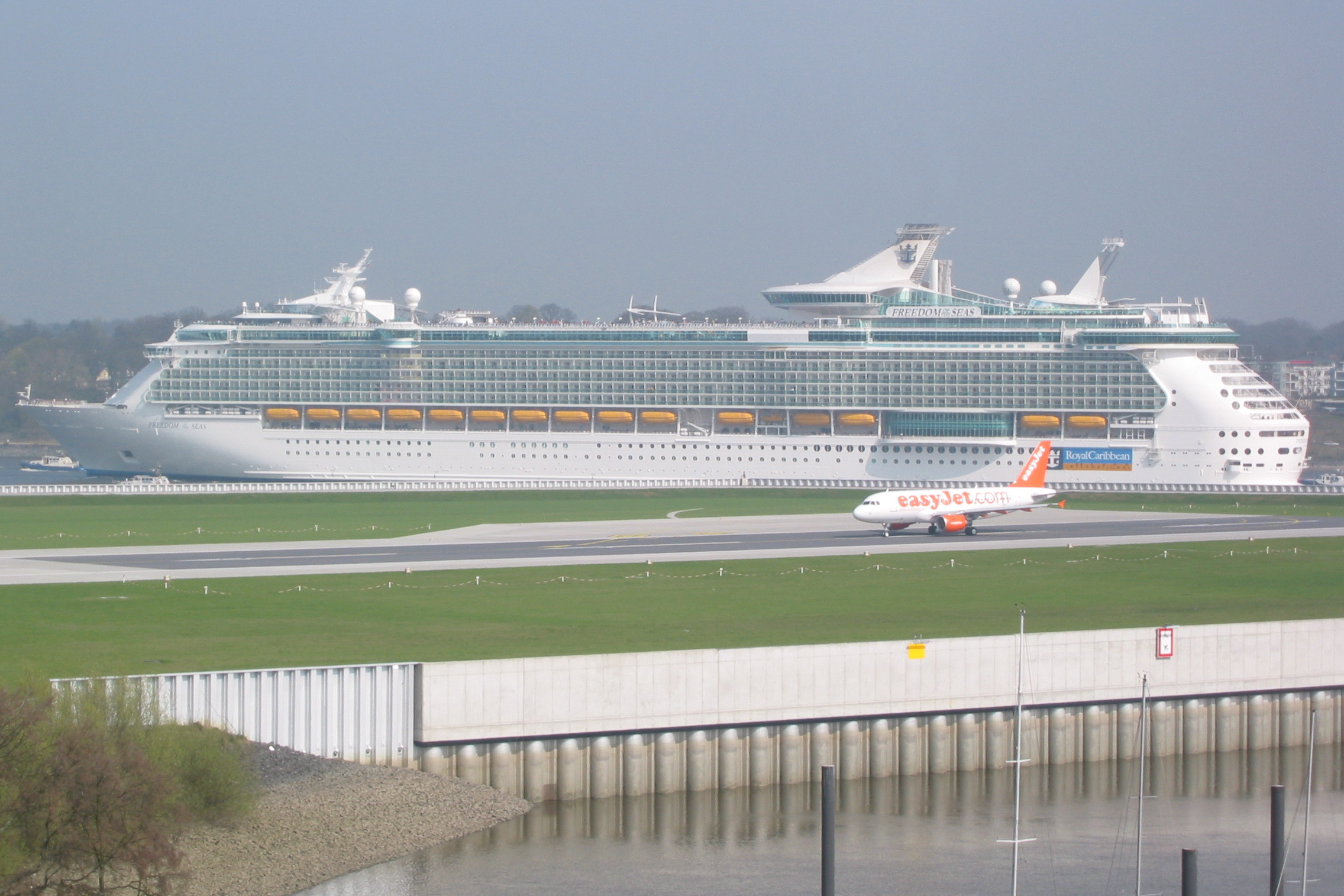
Freedom of the Seas

Den tredje största klassen. Varje fartyg tar 3 840 passagerare. Fartygen är 311 meter långa, 39 meter breda och har 16 däck.
- M/S Voyager of the Seas
- M/S Explorer of the Seas
- M/S Adventure of the Seas
- M/S Navigator of the Seas
- M/S Mariner of the Seas

### Freedom

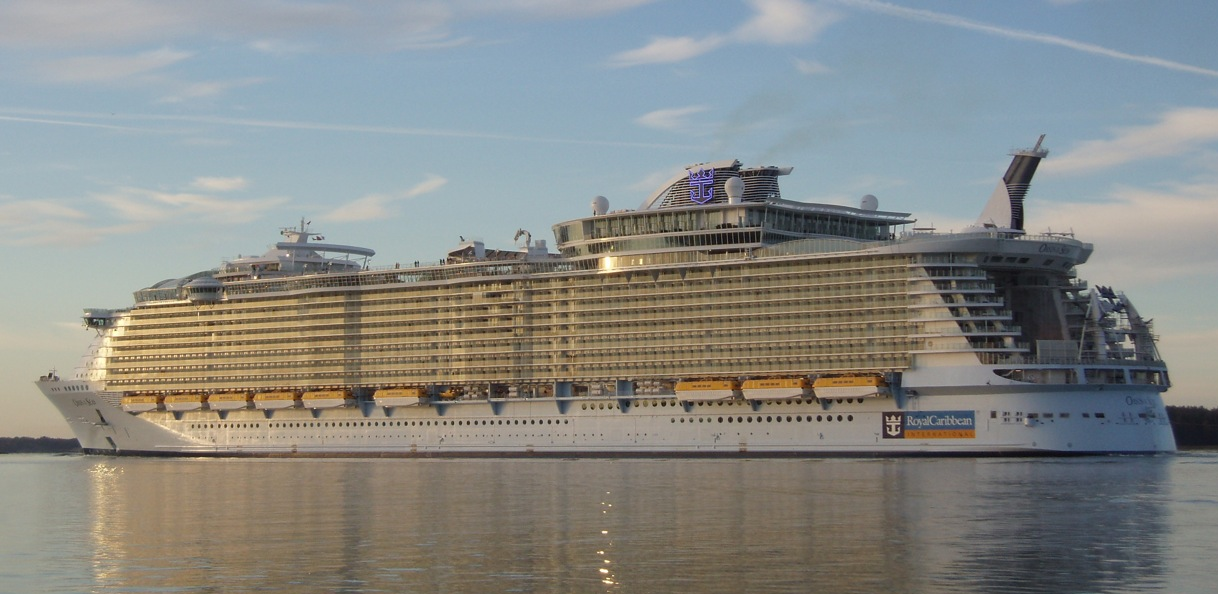
Oasis of the Seas

Den näst största klassen. Varje fartyg tar 4 370 passagerare och har en personalstyrka på 1 360. Fartygen är 339 meter långa, 56 meter breda och har 18 däck.
- M/S Freedom of the Seas
- M/S Liberty of the Seas
- M/S Independence of the Seas

### Quantum
Den nyaste fartygsklassen, vars fartyg är mindre än Oasis-klassens men större än Freedom-klassens.
Fartygen är ungefär 345-350 meter långa och har en marschfart på 22 knop.
- Quantum of the Seas
- Anthem of the Seas
- Ovation of the Seas
- Spectrum of the Seas

### Oasis
Oasis-klassens fartyg är rederiets största. De två första byggdes på Pernovarvet i Åbo 2009–2010. Fartygen är 360 meter långa, 46 meter breda, och tar 5 600 passagerare.
- Oasis of the Seas, levererad från Pernovarvet i Åbo 2009
- Allure of the Seas, levererad från Pernovarvet i Åbo 2010
- Harmony of the Seas, levererad från Chantiers de l´Atlantique i Nantes i Frankrike 2018
- Symphony of the Seas, levererad från Chantiers de l´Atlantique i Nantes i Frankrike 2020
- Wonder of the Seas, levererad från Chantiers de l´Atlantique i Nantes i Frankrike 2022
- Utopia of the Seas[2]

## Tidigare fartyg
- M/S Song of Norway  1970-1997
- M/S Nordic Prince  1971-1995
- M/S Sun Viking  1972-1998
- M/S Song of America  1982-1999
- M/S Viking Serenade  1990-2002
- M/S Nordic Empress  1990-2004
- M/S Monarch of the Seas 1991-2013, som överfördes till systerrederiet Pulmantur 2013
- M/S Majesty of the Seas 1992–2020, numera M/S Majesty